# Горгани
Горгани (на украински: Ґорґани) е планински хребет, простиращ се на протежение около 140 km от северозапад на югоизток, в северната част на Източните Карпати, на територията на Западна Украйна (Лвовска, Ивано-Франковска и Закарпатска област). На северозапад чрез Ужокския проход (852 m) се свързва с планината Бешчади, а на югоизток чрез Яблоницкия проход (852 m) – с останалата част на Източните Карпати. Максимална височина връх Сивуля 1818 m, (48°32′43″ с. ш. 24°07′45″ и. д. / 48.545278° с. ш. 24.129167° и. д.), издигащ се в югоизточната ѝ част, на територията на Ивано-Франковска област. Изградена е от пясъчници. Билото ѝ се състои от плоски и заоблени върхове, а склоновете и са силно разчленени от дълбоки долини. От североизточните ѝ склонове водят началото си реките Днестър с десните си притоци Свичи, Ломница и Бистрици и няколко малки леви притоци на Прут (ляв приток на Дунав), а от югозападните и склонове – реките Латорица, Рика, Теребля, Тересва и др. десни притоци на Тиса (ляв приток на Дунав). Склоновете ѝ са обрасли с гъсти буково-борови и смърчови гори, а районите над 1400 – 1450 m са покрити с храсти и субалпийски пасища. Най-високите и части са заети от обширни каменисто-чакълести пространства известни под името „горгани“, от където идва и името на планината.

## Топографска карта
- М-34-Г М 1:500000[2]
- М-35-В М 1:500000[3]